# Hans Jakob Christoffel von Grimmelshausen
Hans Jakob Christoffel von Grimmelshausen [griməlsháuzən], nemški pesnik in pisatelj,  * ~ 1622, Gelnhausen, † 17. avgust 1676, Renchen.

## Življenje in delo
Rodil se je okoli leta 1625 v Gelnhausenu verjetno v protestanski meščanski družini, zgodaj izgubil starše, bil že kot deček v švedski cesarski vojski, se udeležil tridesetletne vojne, nato opravljal razne civilne poklice. Bil je oskrbnik posestva, gradiščar in nazadnje gostilničar v Schwarzwaldu. Umrl je leta 1676 v Renchenu. S svojimi deli se je obračal na širše kroge. Zaradi svojega osrednjega romana Simplicius Simplicissimus (COBISS) (Der Abenteuerliches Simplicissimus Teutch, 1669; slovenski prevod Ivan Stopar, 1961) velja za prvega velikega nemškega pripovednika.